# 1968

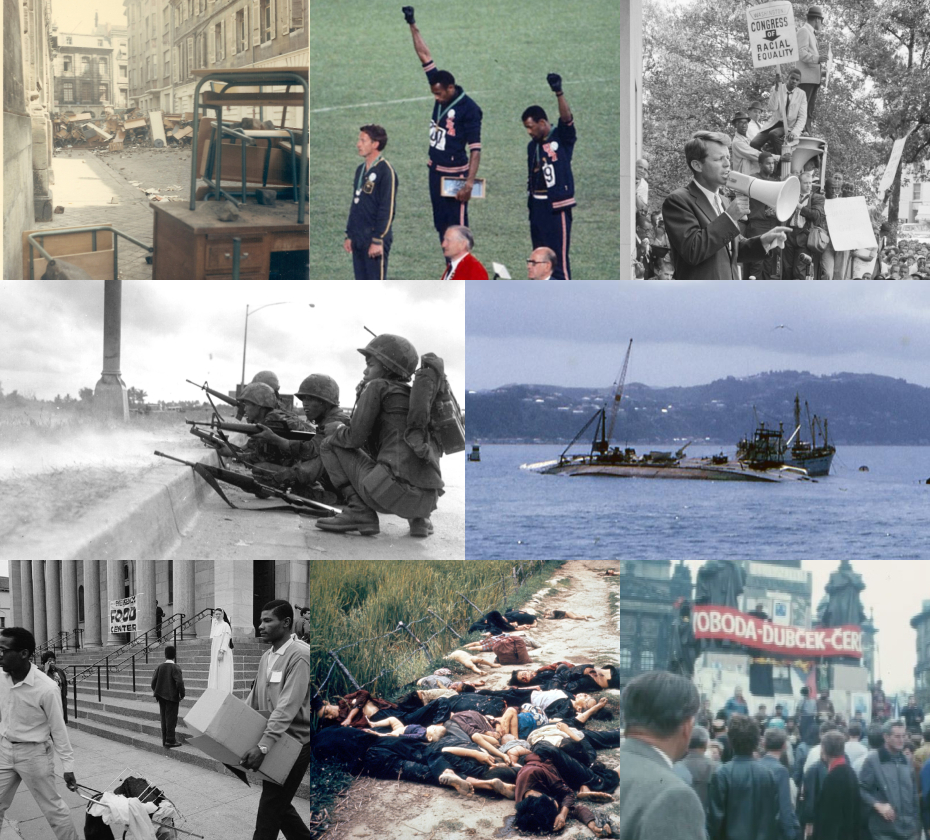

1968 (MCMLXVIII) là một năm nhuận bắt đầu vào Thứ hai của lịch Gregory, năm thứ 1968 của Công nguyên hay của Anno Domini, the năm thứ 968  của thiên niên kỷ 2, năm thứ 68  của thế kỷ 20, và năm thứ  9   của thập niên 1960. 

## Sự kiện

### Tháng 1
- 30 tháng 1: Quân giải phóng mở chiến dịch tổng tiến công và nổi dậy mùa Xuân Mậu Thân 1968 đợt 1.

### Tháng 2
- 8 tháng 2: Hoa Kỳ và quân Sài Gòn phản công quân giải phóng.
- 12 tháng 2: Xảy ra thảm sát Phong Nhất và Phong Nhị.
- 25 tháng 2: Xảy ra thảm sát Hà My

### Tháng 3
- 16 tháng 3: Xảy ra thảm sát Mỹ Lai
- 28 tháng 3: Kết thúc đợt tấn công Mậu Thân 1968 lần thứ 1.

### Tháng 5
- 5 tháng 5: Quân giải phóng mở đợt tấn công Mậu Thân 1968 lần 2.
- 29 tháng 5: Manchester United đánh bại Benfica, vô địch European Cup.
- 30 tháng 5: Tại Pháp xảy ra biểu tình phản đối chính phủ trên toàn quốc

### Tháng 6
- 1 tháng 6: được chọn là ngày khởi đầu tiến trình tham gia ký kết Hiệp ước Cấm phổ biến Vũ khí Hạt nhân
- 15 tháng 6: Kết thúc đợt tấn công Mậu Thân 1968 lần 2.
- 19 tháng 6: Nguyễn Văn Thiệu ban bố lệnh tổng động viên.

### Tháng 7
- 1 tháng 7: Hoa Kỳ rút quân khỏi Khe Sanh.
- 18 tháng 7: Thành lập công ty bán dẫn Intel
- 25 tháng 7: Thường trực Quân uỷ Trung ương họp bàn kế hoạch tác chiến Đông Xuân 1968 - 1969

### Tháng 8
- 17 tháng 8: Quân giải phóng mở đợt tấn công Mậu Thân lần 3.
- 21 tháng 8: Liên Xô tiến quân vào Praha.

### Tháng 9
- 30 tháng 9: Kết thúc đợt tiến công Mậu Thân lần 3.

### Tháng 10
- 30 tháng 10: Tại Nam Kinh thông xe cầu nối liền 2 bờ Trường Giang.

### Tháng 11
- 1 tháng 11: Hoa Kỳ tuyên bố ngừng ném bom Bắc Việt Nam

## Sinh

### Tháng 1
- 1 tháng 1: Huỳnh Anh Tuấn, nam diễn viên người Việt Nam
- 8 tháng 1: John Singleton (m. 2019)
- 14 tháng 1: Ngũ Bách, ca sĩ người Đài Loan
- 16 tháng 1: Tô Ngọc Hoa, Diễn viên Hồng Kông
- 30 tháng 1: Felipe VI của Tây Ban Nha, vua hiện tại của Tây Ban Nha

### Tháng 2
- 7 tháng 2: Trương Mẫn, nữ Diễn viên của điện ảnh Hồng Kông
- 13 tháng 2: Kelly Hu, Diễn viên người Mỹ và là một người mẫu thời trang
- 18 tháng 2: Molly Ringwald, nữ Diễn viên Mỹ

### Tháng 3
- 2 tháng 3: Daniel Craig, nam diễn viên người Anh
- 4 tháng 3: Patsy Kensit, ca sĩ, diễn viên Anh
- 6 tháng 3: Moira Kelly, nữ diễn viên người Mỹ
- 12 tháng 3: Trần Nữ Yên Khê, nữ diễn viên Việt Nam/Pháp
- 18 tháng 3: Hồ Quân, diễn viên người Trung Quốc
- 21 tháng 3: Lê Tuấn Anh, diễn viên điện ảnh người Việt Nam
- 30 tháng 3: Céline Dion, nữ ca sĩ, nhạc sĩ nhạc pop người Pháp-Canada

### Tháng 4
- 25 tháng 4: Tạ Tổ Vũ, Diễn viên Đài Loan

### Tháng 5
- 7 tháng 5: Traci Lords, nữ ca sĩ, Diễn viên Mỹ
- 9 tháng 5: Dương Thanh Tùng, chính trị gia người Việt Nam (m. 2022)
- 16 tháng 5: Khâu Thục Trinh, nữ Diễn viên người Hồng Kông
- 28 tháng 5: Kylie Minogue, nữ ca sĩ, nhạc sĩ nhạc pop người Pháp/Úc

### Tháng 6
- 1 tháng 6: Jason Donovan, nữ Diễn viên, nữ ca sĩ, nhạc pop người Pháp-Úc
- 26 tháng 6: Paolo Maldini, cầu thủ bóng đá người Italia
- 27 tháng 6: Mã Đức Chung, Diễn viên Hồng Kông
- 28 tháng 6: Chayanne, ca sĩ Puerto Rico

### Tháng 7
- 10 tháng 7: Phượng Loan, nghệ sĩ sân khấu cải lương và vọng cổ Việt Nam
- 21 tháng 7: 
  - Brandi Chastain, nữ cầu thủ bóng đá người Mỹ
  - Aditya Srivastava, nam diễn viên người Ấn Độ

### Tháng 8
- 5 tháng 8: Marine Le Pen, chính trị gia Pháp
- 9 tháng 8: Gillian Anderson, Diễn viên Mỹ (X-Files)
- 21 tháng 8: Huỳnh Thành Chung, đại biểu quốc hội Việt Nam khóa XIV nhiệm kì 2016-2021, thuộc đoàn đại biểu quốc hội tỉnh Bình Phước
- 26 tháng 8: Triệu Tài Vinh, đại biểu quốc hội Việt Nam khóa XIV nhiệm kì 2016-2021, thuộc Đoàn đại biểu quốc hội tỉnh Hà Giang, Ủy viên Ban Chấp hành Trung ương Đảng Cộng sản Việt Nam khoá XII, Phó trưởng Ban Kinh tế Trung ương Đảng Cộng sản Việt Nam

### Tháng 9
- 17 tháng 9: 
  - Ông Hồng, nữ Diễn viên người Hồng Kông
  - Tito Vilanova, cựu tiền vệ bóng đá ở Catalonia, Tây Ban Nha (m. 2014)
- 25 tháng 9: 
  - Will Smith, Diễn viên, rapper, nhà sản xuất và nhạc sĩ người Mỹ
  - Friso của Hà Lan, em trai của vua Willem-Alexander của Hà Lan
- 28 tháng 9: 
  - Naomi Watts, nữ Diễn viên Úc
  - Lý Hải, ca sĩ người Việt Nam

### Tháng 10
- 4 tháng 10: Đức Hùng, nhà thiết kế và diễn viên người Việt Nam
- 9 tháng 10: Lynda Trang Đài, nữ ca sĩ người Việt hải ngoại
- 12 tháng 10: Hugh Jackman, nam ca sĩ, vũ công, Diễn viên trong nhà hát, đồng thời là nhà sản xuất phim người Úc
- 21 tháng 10: Quang Thắng, diễn viên người Việt Nam
- 22 tháng 10: Huy MC, nam ca sĩ, nhạc công và MC người Việt Nam

### Tháng 11
- 12 tháng 11, Michael Lohscheller CEO VinFast toàn cầu
- 25 tháng 11: Charlie Nguyễn, đạo diễn phim, đạo diễn sân khấu, nhà biên kịch phim, nhà biên kịch hài và nhà sản xuất phim người Mỹ/Việt Nam
- 26 tháng 11: Ngọc Sơn, ca sĩ, nhạc sĩ người Việt Nam

### Tháng 12
- 2 tháng 12: Lucy Liu (Lưu Ngọc Linh), nữ Diễn viên người Trung Quốc/Mỹ
- 14 tháng 12: Võ Thiện Thanh, nhạc sĩ Việt Nam

### Không rõ ngày, tháng
- Ando Saeko, danh họa người Nhật Bản/Việt Nam

## Mất
- 3 tháng 3: Hứa Quảng Bình, nữ văn sĩ Trung Hoa (s. 1898)
- 27 tháng 3: Yuri Alekseyevich Gagarin, phi công và phi hành gia người Liên Xô, người đầu tiên trong lịch sử nhân loại thực hiện chuyến bay vào vũ trụ, ngày 12 tháng 4 năm 1961 trên tàu vũ trụ Phương Đông (s. 1934)
- 4 tháng 4: Martin Luther King Jr., mục sư Baptist, nhà hoạt động nhân quyền người Mỹ gốc Phi (sinh 1929).
- 1 tháng 6: Helen Keller, nhà văn, nhà hoạt động xã hội (sinh 1880).
- 6 tháng 6: Robert F. Kennedy, thượng nghị sĩ Hoa Kỳ, cựu ứng cử viên tổng thống của Đảng Dân chủ (sinh 1925)
- 28 tháng 7: Otto Hahn, nhà hoá học người Đức (s. 1879)
- 20 tháng 8: George Gamow, nhà thiên văn học và vật lý học người Mỹ gốc Liên Xô cũ (s. 1904)
- 10 tháng 12: Điền Hán, nhà hoạt động kịch, nhà viết kịch, nhà thơ (s. 1898)
- 30 tháng 12: Trygve Lie, nhà chính trị, nhà lãnh đạo lao động, quan chức chính phủ và tác gia Na Uy, tổng thư ký đầu tiên của Liên hợp quốc (s. 1896)